# Río Ulzama
Río Ulzama (baskiska: Ultzama ibaia) är ett vattendrag i Spanien.   Det ligger i provinsen Provincia de Navarra och regionen Navarra, i den nordöstra delen av landet, 300 km nordost om huvudstaden Madrid.